# Beringen (Luxemburg)
Beringen (en luxemburguès:  Biereng; en alemany: Beringen) és una vila de la comuna de Mersch situada al districte de Luxemburg del cantó de Mersch. Està a uns 16 km de distància de la ciutat de Luxemburg.